# 扎姆沙尼
51°33′47″N 24°34′48″E / 51.56306°N 24.58000°E
扎姆沙尼（烏克蘭語：Замшани），是烏克蘭的村落，位於該國西部沃倫州，由科韋利區負責管轄，始建於1500年，面積3.36平方公里，海拔高度164米，2001年人口1,712，人口密度每平方公里509.83人。